# Xenillus sculptrus
Xenillus sculptrus är en kvalsterart som beskrevs av Kulijev 1963. Xenillus sculptrus ingår i släktet Xenillus och familjen Xenillidae. Inga underarter finns listade i Catalogue of Life.